# Vinukonda
Vinukonda é uma vila no distrito de Guntur, no estado indiano de Andhra Pradesh.

## Geografia
Vinukonda está localizada a 16° 03′ N, 79° 45′ L. Tem uma altitude média de 75 metros (246 pés).

## Demografia
Segundo o censo de 2001, Vinukonda tinha uma população de 52 589 habitantes. Os indivíduos do sexo masculino constituem 52% da população e os do sexo feminino 48%. Vinukonda tem uma taxa de literacia de 59%, inferior à média nacional de 59,5%: a literacia no sexo masculino é de 68% e no sexo feminino é de 50%. Em Vinukonda, 13% da população está abaixo dos 6 anos de idade.